# 日野資親
日野資親（ひの すけちか、- 嘉吉3年（1443年）9月28日）は、室町時代前期の公卿。
禁闕の変で父の日野有光が南朝方の尊秀王を奉ずると、連座して捕縛され、将軍足利義教によって処刑された。

## 官歴
- 時期不明：蔵人頭、正四位上
- 永享10年（1438年）：参議、右大弁
- 永享11年（1439年）：美作権守
- 永享12年（1440年）：従三位

## 系譜
- 父：日野有光